# Ildefonso Colares Filho
Ildefonso Colares Filho (Fortaleza, 1 de agosto de 1948 - São Paulo, 16 de dezembro de 2017) foi um engenheiro civil brasileiro e ex-diretor presidente da Construtora Queiroz Galvão, onde trabalhou por mais de 40 anos. Em novembro de 2014 foi preso na sétima fase da Operação Lava Jato, batizada de Juízo Final. Em agosto de 2016, foi preso novamente, na trigésima terceira fase, batizada de Resta Um.
Em 18 de novembro de 2014, em depoimento à Polícia Federal, no Paraná, quando preso pela primeira vez, Colares citou como recebedores de doações da Queiroz Galvão o PT, o PMDB, o PP, entre outros partidos.
De acordo com as investigações, as doações da Queiroz Galvão foram intermediadas pelo doleiro Alberto Youssef, considerado operador do esquema na Petrobras.
Em junho de 2016 foi divulgado um vídeo em que Ildefonso participou de uma reunião em 2009 onde foi discutido pagamento de propina de R$ 10 milhões a Sérgio Guerra (PSDB) para frear a CPI da Petrobras.
Faleceu em 16 de dezembro de 2016 no Hospital Sírio-Libanês em São Paulo aonde enfrentava um câncer.